# Shiva (Final Fantasy)
Shiva (Japans:シヴァ, Shiva) is een personage in de computerspelserie Final Fantasy van Square Enix. Ze verscheen voor het eerst als een summon in de Japanse role playing game Final Fantasy III op de Famicom uit 1990.
Shiva is een wezen dat je kan oproepen (summon) in de Final Fantasy-serie, vaak afgebeeld als een ijs-elementaal. Ze staat bekend om haar bevroren en elegante verschijning, weergegeven als een vrouwelijke figuur met blauwe huid en kleding in bijpassende tinten. Haar kenmerkende aanval is Diamond Dust wat een krachtige ijsaanval is die vijanden bevriest of aanzienlijke ijsschade aanricht. Shiva is een van de langstlopende en populairste summons in de Final Fantasy spellen en ze heeft een herkenbare plaats in de franchise als een krachtige bondgenoot met ijskrachten. Samen met Ifrit en Bahamut is zij een van de weinige oproepbare wezens die verschijnen in elk hoofddeel van de serie sinds hun introductie in Final Fantasy III.
Shiva ontleent haar naam aan Shiva, het hoogste goddelijke wezen binnen Ishvara.

## Verschijningen

### Final Fantasy III
Shiva verschijnt voor het eerst in 1990 in Final Fantasy III voor de Famicom, wat destijds exclusief was uitgebracht in Japan. Deze eerste iteratie van Shiva was ontworpen door Yoshitaka Amano. Shiva wordt afgebeeld als een vrouw met een bleke blauwe huid. Ze draagt onthullende kleding en heeft kort blauw haar. In Final Fantasy III kan Shiva worden opgeroepen door drie verschillende klassen: de Evoker, Sage en Summoner. De aanval die Shiva uitvoert, is afhankelijk van welke klasse haar oproept. Als de Sage of Summoner haar oproept, voert ze haar iconische aanval Diamond Dust uit. Indien de Evoker haar oproept voert ze de aanval Mesmerize of Icy Stare uit. Om Shiva op te roepen, heeft de speler een spreuk nodig genaamd Icen. Deze spreuk kan worden gekocht bij de magische winkels in Replito of in Doga's Village en kost 700 gil.
In de manga Legende van de Eeuwige Wind: uit Final Fantasy III, die is gebaseerd op Final Fantasy III, verschijnt Shiva als antagonist. Deze versie van Shiva is een man. In de manga probeert hij samen met Ifrit de Warriors of Light te verslaan. Dit is de enige mannelijke verschijning van Shiva.

### Final Fantasy IV
Shiva verschijnt in Final Fantasy IV als een van de oproepbare wezens genaamd Eidolons of Phantom Beasts. Shiva kan worden opgeroepen door het personage Rydia. In de oorspronkelijke release voor de Super Famicom is Shiva ontworpen door Yoshitaka Amano en is ze alleen aanwezig als oproepbaar wezen. Voor de Nintendo 3DS-versie zijn nieuwe 3D-modellen gebruikt, ontworpen door Akira Oguro. In Final Fantasy IV Advance en de Complete Collection verschijnt Shiva als eindbaas in een bonusdungeon. Ze behoudt haar iconische aanval Diamond Dust en de spreuk om haar op te roepen wordt automatisch vrijgespeeld in de regio The Underworld. Ze verschijnt ook in de vervolgdelen Final Fantasy IV -Interlude- en Final Fantasy IV: The After Years. 

### Final Fantasy V
Shiva verschijnt in Final Fantasy V uit 1992 voor de Super Famicom. Dit is de eerste versie waarin Shiva is opgenomen in het verhaal. Ze wordt beschouwd als de ijs godin en was verzegeld in Castle Walse door gezuiverd water. Dit is tevens de eerste versie waarin spelers Shiva moeten verslaan om haar vrij te spelen als oproepbaar wezen voor de Summoner-klasse. Ze is een optionele baas en kan permanent worden gemist als de speler haar niet verslaat in Bartz's wereld. Deze versie van Shiva verscheen pas in 2002 op de Europese markt in de compilatie Final Fantasy Anthology voor de PlayStation.

### Final Fantasy VI
In Final Fantasy VI uit 1994 voor de Super Nintendo verschijnt Shiva als een van de oproepbare wezens, bekend als Espers. In dit ontwerp behoudt Shiva haar blauwe huid, maar draagt ze meer rozekleurige kleding en heeft ze kort groen haar. In dit deel van Final Fantasy spelen oproepbare wezens een belangrijke rol in het plot. Espers zijn wezens die zijn ontstaan doordat het menselijke ras in contact kwam met magie. Shiva is een van de Espers die gevangen zijn genomen door het Gestahlian Empire tijdens hun eerste inval in de esper-wereld. Ze is 16 jaar lang onderworpen aan experimenten voordat ze wordt verworpen door de antagonist Kefka en uiteindelijk wordt gered door de speler.
Espers veranderen in Magicite en kunnen dan worden gebruikt door de speler om aan te vallen, maar ook om nieuwe spreuken te leren. Shiva is in staat om Blizzard, Blizzara, Osmose, Rasp en Cure aan de speelbare personages te leren. Deze versie van Shiva verscheen pas in 2002 op de Europese markt in de Final Fantasy VI-heruitgave voor de PlayStation.

### Final Fantasy VII
Shiva verschijnt in Final Fantasy VII uit 1997 voor de PlayStation. Ze manifesteert zich als een oproepmateria, dat de speelbare personages kunnen uitrusten om haar aan te roepen. De Shiva Materia wordt verkregen van Priscilla uit Under Junon nadat de baas, Bottomswell, is verslagen. Dit is de eerste Final Fantasy die gebruikmaakt van 3D-modellen. Het ontwerp voor deze Shiva is bedacht door Tetsuya Nomura. In de oorspronkelijke concepttekening droeg Shiva een vorm van lingerie; vanwege beperkingen in de game-engine draagt Shiva een bikini.

#### Final Fantasy VII Remake
In de remake is Shiva een ijs-elementaal en heerser over de wereld van ijs. Er wordt gezegd dat ze ooit de planeet heeft gered van zekere vernietiging door een grote wond te stelpen met een gletsjer. Om haar vrij te spelen, moet de speler haar verslaan in een VR-missie. Het originele 3D-model van Shiva was zeer eenvoudig, wat te maken had met het feit dat de ontwikkelaars nog steeds probeerden grip te krijgen op de 3D-hardware van de PlayStation. De versie van Shiva in de Final Fantasy VII Remake is volledig herzien, met een nieuw outfit dat lijkt op een mix tussen haar ongebruikte conceptuele kunst en het definitieve ontwerp uit Final Fantasy VII. Ze draagt nog steeds de bikinitop die om haar nek is vastgebonden, maar de rest van haar kleding is veel gedetailleerder in het ontwerp.

### Final Fantasy VIII
In Final Fantasy VIII uit 1999 voor de PlayStation verschijnt Shiva als een van de Guardian Forces. Samen met Quezacotl is Shiva de standaard Guardian Force die verbonden is met de hoofdpersoon Squall. Bij het ontwerpen van de Guardian Forces vond Tetsuya Nomura dat ze unieke wezens moesten zijn, in tegenstelling tot de opgeroepen monsters in veel eerdere spellen. Shiva is een elfachtig wezen, een vrouw met blauwe huid en gouden haarachtige uitsteeksels die uit haar hoofd stromen. Stekels, vergelijkbaar met ijspegels, steken uit bij haar heupen, ellebogen en achter haar knieën. Ze is ook beschikbaar als een speelbare kaart in het Triple Triad-minigame.

### Final Fantasy IX
In Final Fantasy IX uit 2000 voor de PlayStation verschijnt Shiva als een Eidolon. Eidolons zijn wezens die voortkomen uit legendes. Shiva is het eerste Eidolon dat wordt ontdekt door de summoner-stam. Aanvankelijk verschijnt Shiva als een sneeuwfee. Vijfhonderd jaar later manifesteert Shiva zich als een ijs godin met een blauw lichaam gehuld in lingerie gemaakt van ijs. Ze draagt een kroon van ijskristallen en een lange sluier die over haar rug uitstrekt, versierd met juwelen aan het uiteinde. Het personage Dagger kan Shiva oproepen.

### Final Fantasy X
In Final Fantasy X uit 2002 voor de PlayStation 2 verschijnt Shiva als een Aeon, ontworpen door Tetsu Tsukamoto. Shiva was een priesteres van Macalania met de naam Silvia. Ze werd veranderd in een fayth en bewaard in de Macalania-tempel, waar ze deel uitmaakte van de pelgrimstocht van de summoners. De tempel is gebouwd bovenop een permanent bevroren meer. Sherry Lynn is de stemactrice voor de Fayth van Shiva. Naast haar standaard verschijning is Shiva ook aanwezig in haar Dark Aeon-vorm. Haar Dark Aeon-vorm is ook aanwezig in het vervolg Final Fantasy X-2.

### Final Fantasy XI
In Final Fantasy XI uit 2002 voor de PlayStation 2 en Microsoft Windows verschijnt Shiva als een van de zes hemelse Avatars; ze vertegenwoordigt het ijs-element. In de uitbreiding Final Fantasy XI: Rise of the Zilart uit 2003 verschijnt Shiva als een oproepbaar wezen voor de summoner-klas. 
Shiva was de jonge heerser van een klein koninkrijk gelegen in het zuiden van Vana'diel. Ondanks haar leeftijd was Shiva een wijze en bekwame heerser, geliefd bij haar volk, behalve een kleine fractie die loyaal was aan haar oom, de regent toen ze voor het eerst de troon besteeg. Samenzwerend met de buurlanden organiseerde Shiva's oom een staatsgreep. Om de woede van de bevolking niet verder op te wekken, besloot hij Shiva te verbannen naar de bevroren Northlands, in plaats van haar te executeren. De heersers van de buurlanden waarmee de oom zich had verbonden, besloten het land over te nemen. In de chaos die volgde, ging een regiment soldaten, onder leiding van generaal Aeomatra, naar de Northlands om hun koningin te redden. Ze vonden haar bevroren in een blok ijs. Ongewend aan het barre klimaat van het noorden, stierven de soldaten omdat ze weigerden hun koningin achter te laten. De godin Altana werd geraakt door Shiva’s situatie en transformeerde haar tot de Hemelse Avatar van IJs.

### Final Fantasy XII
In Final Fantasy XII uit 2006 voor de PlayStation 2 verschijnt Shiva als een luchtschip met de naam Light Cruiser Shiva. Dit is de eerste keer dat Shiva in Final Fantasy in een andere vorm verschijnt. In Final Fantasy XII: Revenant Wings uit 2007 voor de Nintendo DS verschijnt Shiva als een van de oproepbare wezens genaamd Espers. Ze is ingedeeld in de categorie water summon, maar ze is in essentie nog steeds een ijs-elementaal. Ze wordt vergezeld door Shivan, de troonopvolger van Shiva's ijzige kracht, en Shivar, de geliefde van Shiva.

### Final Fantasy XIII
In Final Fantasy XIII uit 2010 voor de PlayStation 3, Xbox 360 & Microsoft Windows verschijnt Shiva als een Eidolon duo Stiria en Nix ook bekend als de Twin Sisters of Shiva. Ze worden afgebeeld als twee mechanische vrouwen die kunnen transformeren en samensmelten tot een motorfiets. De Twin Sisters zijn ontworpen door Chikako Nakano. Eidolons zijn entiteiten die verblijven in Valhalla, de tussenwereld tussen het sterfelijke rijk en het rijk van de doden. Ze gehoorzamen de Godin Etro, de godheid die heerst over Valhalla, en ze worden door haar uitgezonden om l'Cie te helpen die worstelen met hun Focus.
In Final Fantasy XIII worden Stiria en Nix naar het sterfelijk rijk gestuurd om Snow te ondersteunen, de speler moet eerst de zussen verslaan voordat ze beschikbaar zijn als een oproepbaar wezen voor Snow. 
In Final Fantasy XIII-2 verschijnen alternatieve versies van Stiria en Nix ze assisteren het personage Lightning met haar gevecht tegen Caius.In het laatste deel van de trilogie, Lightning Returns: Final Fantasy XIII verschijnen Stiria en Nix tijdens het laatste gevecht van Lightning, aan het einde van het spel keren ze terug naar Valhalla.

### Final Fantasy XIV
In Final Fantasy XIV uit 2013 voor Microsoft Windows, PlayStation 3, PlayStation 4, PlayStation 5 en macOS verschijnt Shiva als een Primal, een machtige entiteit die wordt aanbeden door de Heretics in Ishgard. In tegenstelling tot eerdere incarnaties is Shiva in Final Fantasy XIV een menselijke vrouw genaamd Ysayle Dangoulain, die door haar overtuiging en magie het vermogen verkrijgt om te transformeren in Shiva tijdens gevechten. Ze ziet zichzelf als een reïncarnatie van de originele Shiva, die ooit in vrede samenleefde met de draak Hraesvelgr.
Shiva debuteert als eindbaas in de trial The Akh Afah Amphitheatre, waarin spelers haar moeten bevechten tijdens de hoofdverhaallijn van de uitbreiding Heavensward. Haar gevechtsstijl wisselt tussen ijzige magie en snelle zwaardaanvallen, en bevat haar kenmerkende aanval Diamond Dust, die het slagveld bevriest. Naast deze verschijning keert Shiva terug als een krachtige tegenstander in de extreme en savage-varianten van de trial, evenals in de gevechtsreeks Eden uit de uitbreiding Shadowbringers, waar een herinnering aan Shiva opnieuw tot leven wordt gebracht als onderdeel van het verhaal.
Shiva is een van de populairste en meest iconische gevechten in het spel en staat bekend om haar muziekstuk Oblivion, dat tijdens haar gevecht wordt afgespeeld en geliefd is onder spelers van de serie.

### Final Fantasy XV
In Final Fantasy XV uit 2016 voor de PlayStation 4, Xbox One en Microsoft Windows verschijnt Shiva als een van de zes Astrals, goddelijke wezens die het lot van Eos beschermen en sturen. In dit deel wordt Shiva gepresenteerd als de Godin van de IJs. Ze neemt de vorm aan van een mysterieuze vrouw genaamd Gentiana, die de groep helden tijdens hun reis begeleidt. Als de ware identiteit van Gentiana wordt onthuld, blijkt dat ze de menselijke vorm van Shiva is.
Shiva's rol in het verhaal wordt belangrijk tijdens de latere delen van het spel, waar ze zich opoffert om de helden te helpen in hun strijd tegen Ardyn, de belangrijkste antagonist. Net als in eerdere delen van de serie heeft Shiva de kracht om vijanden te bevriezen met haar iconische Diamond Dust-aanval.
In het gevecht roept Noctis, de protagonist, Shiva op door een speciale overeenkomst die hij met haar en de andere Astrals heeft gesloten. Tijdens de oproep verschijnt ze als een immense, ijzige verschijning die de omgeving bevriest voordat ze haar vijanden vernietigt met haar ijsaanvallen.
Shiva speelt ook een belangrijke rol in de uitgebreide lore van Final Fantasy XV, waarin wordt onthuld dat ze een liefdesrelatie had met een andere Astral, Ifrit. Hun tragische verhaal voegt een emotionele laag toe aan de dynamiek tussen de Astrals en de gebeurtenissen van het spel.

### Final Fantasy XVI
In Final Fantasy XVI uit 2023 voor de PlayStation 5 en Microsoft Windows, verschijnt Shiva opnieuw als een krachtige Eikon, oftewel summon, en speelt ze een belangrijke rol in het verhaal. In deze game wordt Shiva opgeroepen door Jill Warrick, een van de belangrijkste bondgenoten van de protagonist, Clive Rosfield. Jill, die getraind is als een Dominant, heeft het vermogen om Shiva aan te roepen en haar ijzige krachten te gebruiken in de strijd.
Shiva's rol gaat echter verder dan alleen haar gevechtsvaardigheden. Jill's achtergrond als gevangene van de Iron Kingdom heeft haar tot een complexe en kwetsbare persoon gevormd, en haar relatie met Shiva weerspiegelt haar innerlijke kracht en strijd om haar vrijheid te herwinnen. Jill en Shiva staan symbool voor de dualiteit van Jill's persoonlijkheid: de zachte, empathische kant en haar immense destructieve kracht als Shiva. Dit komt tot uiting in verschillende momenten van het verhaal waar Jill worstelt met haar verleden, en Shiva dient als een bron van kracht om deze uitdagingen te overwinnen.
Shiva speelt ook een cruciale rol in de bredere machtsdynamiek van het verhaal. De Eikons, waaronder Shiva, vertegenwoordigen verschillende koninkrijken en krachten, en de conflicten tussen deze krachten vormen de kern van de politieke en militaire strijd in Final Fantasy XVI.

### Overige verschijningen
Shiva verschijnt in Dissidia Final Fantasy NT voor de PlayStation 4 en Microsoft Windows als een van de oproepbare eidolons die spelers kunnen kiezen tijdens gevechten. Ze verschijnt in haar klassieke ijsvorm met een slank, vrouwelijk silhouet en levert krachtige ijsaanvallen af, waaronder de iconische aanval Diamond Dust. Haar ontwerp is een samensmelting van eerdere incarnaties uit de hoofdserie, met ijzige kristaleffecten en elegante animaties. In het bijbehorende arcadespel is haar verschijning vergelijkbaar.
Shiva verschijnt ook als oproepbare summon in Final Fantasy Brave Exvius en het daaraan verwante spel War of the Visions: Final Fantasy Brave Exvius voor Android en iOS. In deze spellen is ze een eenheid met krachtige ijsmagie en is ze beschikbaar tijdens speciale evenementen of via gacha-systemen. Haar aanval Diamond Dust richt ijsmagische schade aan alle vijanden aan, vaak vergezeld door een animatie waarin ze uit het ijs verschijnt en haar vijanden bevriest.
In Theatrhythm Final Fantasy Curtain Call voor de Nintendo 3DS en Theatrhythm Final Fantasy All-Star Carnival voor arcade verschijnt Shiva als een van de oproepbare summons tijdens ritmische gevechten. Haar verschijning is gebaseerd op haar klassieke ontwerp en ze wordt gebruikt om schade aan te richten en de voortgang van de speler te ondersteunen.
Daarnaast is Shiva speelbaar of oproepbaar in andere spin-offs en mobiele spellen zoals Final Fantasy Record Keeper voor Android en iOS, Mobius Final Fantasy voor Android, iOS en Microsoft Windows, en Dissidia Final Fantasy Opera Omnia voor Android en iOS. Hoewel haar rol per spel varieert, blijft ze vrijwel altijd trouw aan haar traditionele representatie als een gracieuze, blauwe ijsgodin met verwoestende ijsmagie.